# R.A.W.
Albums de Daz Dillinger
Retaliation, Revenge and Get Back
(1998) Long Beach 2 Fillmoe
(2001)
R.A.W. est le deuxième album studio de Daz Dillinger, sorti le 29 août 2000.
L'album s'est classé 87e au Top R&B/Hip-Hop Albums.

## Liste des titres
| No  | Titre                                                     | Durée |
| --- | --------------------------------------------------------- | ----- |
| 1.  | Super Cuz (Intro)                                         | 0:21  |
| 2.  | Street Gangs                                              | 1:58  |
| 3.  | What Cha Talkin' Bout                                     | 4:17  |
| 4.  | This Iz Not Over "Till We Say So"                         | 3:39  |
| 5.  | One-Nine-99 (featuring Lil' C-Style)                      | 3:47  |
| 6.  | Who's Knocc'n at My Door (featuring Big Pimpin' Delemond) | 4:23  |
| 7.  | When Ya Lease Expected                                    | 4:13  |
| 8.  | What It Iz                                                | 5:07  |
| 9.  | I'd Rather Lie 2 Ya (featuring Kurupt et Tray Deee)       | 3:57  |
| 10. | On tha Grind (featuring Kurupt)                           | 3:39  |
| 11. | If You Want This Pussy (Interlude)                        | 0:41  |
| 12. | Your Gyrlfriend 2 (featuring Soopafly et Mac Shawn)       | 4:00  |
| 13. | R.A.W. (featuring Kurupt)                                 | 4:12  |
| 14. | It'z All About That Money                                 | 4:01  |
| 15. | Movin' Around (featuring Slip Capone)                     | 4:02  |
| 16. | U Ain't Know'n (featuring Tray Deee)                      | 4:00  |
| 17. | Agony (featuring LaToiya Williams)                        | 3:58  |
| 18. | Feels Good (featuring Kurupt et LaToiya Williams)         | 5:03  |
| 19. | My System (featuring Kurupt et Tha Mactress)              | 4:02  |
| 20. | Baccstabbers (featuring Mark Morrison et Tray Deee)       | 4:22  |
| 21. | Super Cuz (Outro)                                         | 0:29  |